# The Night That Will Not Die
The Night That Will Not Die är hårdrockssångaren Blaze Bayleys andra livealbum. Det spelades in den 13 december 2008 på Z7, Pratteln i Schweiz.

## Låtlista
CD 1:
1. The Man Who Would Not Die
2. Blackmailer
3. Smile Back At Death
4. Alive
5. Identity
6. Kill And Destroy
7. Ghost In The Machine
8. Ten Seconds
9. Futureal
10. The Launch
11. Lord Of The Flies
12. Leap Of Faith

CD 2:
1. Edge Of Darkness
2. Crack In The System
3. Voices From The Past
4. Stare At The Sun
5. Born As A Stranger
6. Man On The Edge
7. While You Were Gone
8. Samurai
9. Robot

## Medlemmar
- Blaze Bayley - sång
- Lawrence Paterson - Trummor
- David Bermudez - Bas
- Jay Walsh - Gitarr
- Nick Bermudez - Gitarr